# Il T quotidiano Arena
Die Il T quotidiano Arena ist eine Mehrzweckhalle in der italienischen Provinzhauptstadt Trient im Trentino. In der von der Gemeinde Trient betriebenen Halle tragen der mehrfache italienische Volleyballmeister Trentino Volley sowie der Basketballclub Aquila Basket Trento ihre Heimspiele aus. Die Halle bietet bei Basketball- und Volleyballspielen Platz für 4000 Besucher.

## Geschichte

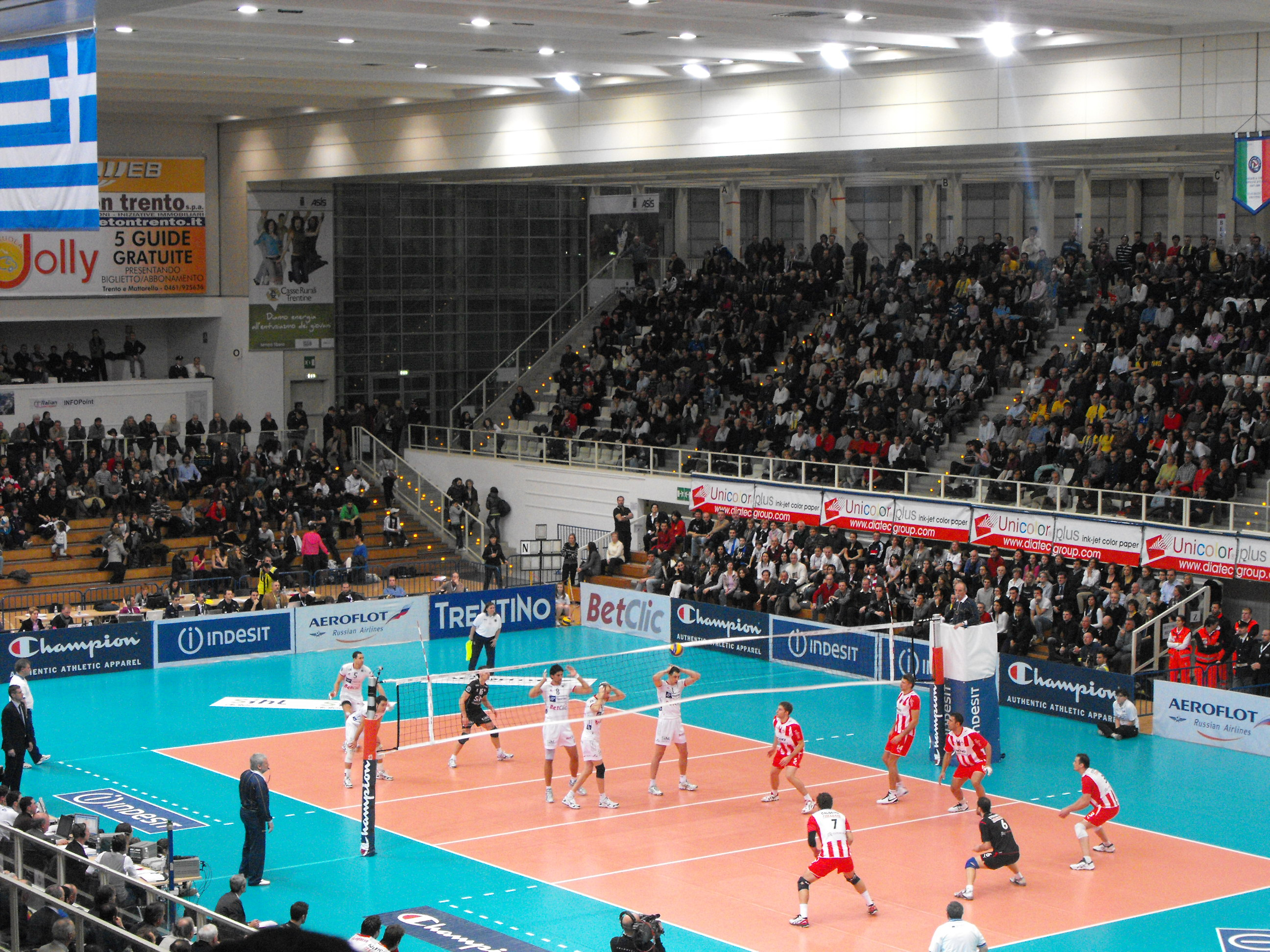
Gruppenspiel der Volleyball Champions League 2009/10 zwischen Trentino Volley und Olympiakos Piräus

Die Halle wurde im Oktober 2000 nach einer Bauzeit von wenigen Monaten mit dem ersten Heimspiel von Trentino Volley eröffnet. Im Sommer 2015 wurde die West- und gleichzeitig Fankurve der beiden Trentiner Sportvereine modernisiert, womit auch die Zuschauerkapazität erhöht wurde.

## Nutzung
Neben den Heimspielen der beiden Trentiner Erstligavereine wird die Halle auch für andere Sportveranstaltungen, Konzerte, öffentliche Feiern usw. genutzt. Sie verfügt über insgesamt 16 Umkleidekabinen mit 74 Duschen sowie über einen Fitnessraum. Für die Besucher der beiden Trentiner Sportvereine steht bei Heimspielen hinter der West- und Ostkurve jeweils ein Stadionkiosk zur Verfügung.
Von 2012 bis 2019 fand jährlich in der Halle der Trentino Basket Cup statt. Die italienische Basketballnationalmannschaft war Gastgeber bei diesem Turnier mit vier Mannschaften. Zuvor fand 2009 einmal ein Turnier unter dem Namen Trentino Cup statt.